# Miguel Brotóns
Miguel Brotóns Pérez (Alicante, 15 de enero de 1965) es un compositor y catedrático de música español.

## Trayectoria
Catedrático titulado como Profesor Superior de Música por el Conservatorio Superior de Música “Óscar Esplá” de Alicante con Premio Extraordinario y Conservatorio Superior de Música de La Coruña.
Dentro de su formación musical académica, ha estudiado con los profesores: Fred Mills, profesor de Música de Cámara de la Universidad de Georgia (EE. UU.) y miembro de Canadian Brass, Enrique Crespo, compositor y director de German Brass (Alemania), así como con los profesores del Conservatorio Nacional de París M. Becquet y H. Joulain. Además, estudió armonía y formas musicales con los profesores J. Peris Lacasa, A. Gutiérrez Viejo y cursos de composición con M. Trojhn, D. Ghaum y A. García Abril, del Real Conservatorio Superior de Música de Madrid.
Como docente fue profesor del Conservatorio Profesional de Música de Ferrol, profesor de enseñanza secundaria, coordinador y presidente del jurado del Concurso de Piano Sociedad Artística Ferrolana e impartió cursos de formación musical a profesorado de educación primaria, secundaria y conservatorios en los Centros de Formación y Recursos de la Junta de Galicia. A nivel universitario, ha sido profesor tutor del máster en Profesorado de Educación Secundaria por la Universidad de Santiago de Compostela, Universidad de La Coruña y la Universidad Internacional de Valencia.
Paralelamente a su actividad como docente, también compatibilizó las especialidades musicales de dirección e interpretación. Facetas artísticas que llevó a cabo primero como intérprete a la temprana edad de 18 años, formando parte como funcionario del Cuerpo de Bandas de Música del Ministerio de Defensa, así como con la agrupación de música de cámara Grupo de Metales Santa Cecilia y orquestas sinfónicas. Como director musical dirigió agrupaciones tanto de corte instrumental como vocal. Faceta en la que fue director de la Coral Polifónica Armonía, agrupación con la que participó en festivales y certámenes además de acompañar en conciertos a la Orquesta Sinfónica de Madrid, Orquesta Sinfónica de O Porto (Portugal) y Orquesta Sinfónica de Bari (Italia).
Desde 2022 pertenece al Cuerpo de Catedráticos de Enseñanza Secundaria del Ministerio de Educación en la Consejería de Educación y Ordenación Universitaria de la Junta de Galicia ejerciendo la especialidad de Música. Actividad profesional docente que compatibiliza con la de escritor de artículos de opinión relacionados con la cultura y educación musical en publicaciones periódicas de prensa escrita y digital como los artículos sobre los compositores Oscar Esplá y Rafael Rodríguez Albert, además de la labor artística creativa como compositor llevada a cabo principalmente desde hace años en Galicia y el Levante Español. 
Como compositor ha compuesto obras de encargo para proyectos artísticos, culturales y de investigación como la conmemoración del Día de las Letras Gallegas 2020 por parte del Consejo de la Cultura de Galicia o el II Curso de Pensamiento Español Contemporáneo Carlos Gurméndez organizado por la Universidad Internacional Menéndez Pelayo y Universidad de La Coruña. Así como para la Comisión Cívica Premio en Defensa de las Libertades “Mártires de la Libertad” de la A. V. de Villafranqueza, la exposición Pintores, Músicos y Poetas en el Club de Prensa 2007 y el V y XII Certamen de Música Diputación de Pontevedra. Obras de encargo editadas e interpretadas como las realizadas también con motivo de la publicación de la ofrenda musical homenaje a la escritora Rosalía de Castro, el Premio de Literatura y Periodismo Camilo José Cela, la conmemoración del 50 aniversario del fallecimiento del escritor Gonzalo López Abente organizado por su Fundación de Mugía y el concierto homenaje al Premio Nobel de Literatura Camilo José Cela organizado y llevado a cabo en el paraninfo de su Fundación Pública de Iria Flavia con motivo del V Letreseo. Encargos de obras musicales compuestas, igualmente, como las creadas para la ceremonia de entrega de la Medalla Azorín de la ciudad de Monóvar con motivo del 150 aniversario del nacimiento del escritor, el acto institucional por el 25 aniversario del fallecimiento del escritor Gonzalo Torrente Ballester organizado por el Ayuntamiento de Ferrol y la Junta de Galicia, y el Congreso Internacional "Vibraciones de Juan Gil-Albert: la fascinación de la constancia" organizado por el IAC Juan Gil-Albert y la Universidad de Alicante a través de su Centro de Estudios Literarios Iberoamericanos Mario Benedetti.
Es Premio de la Cultura Galicia Ártabra 2018, Premio de la Música Maestro "Gregorio Baudot" 2019, Insignias de Oro y Plata de las Asociaciones Musicales "Particella" y "La Amistad" de Alicante, así como Paleta Artística de Plata SAF 2023, Premio Finalista del VI Concurso de Composición de la FGBMP, Socio de Honor de la Sociedad Artística de Ferrol y miembro de la Asociación Gallega de Compositores y de la Federación de Asociaciones Ibéricas de Compositores. En junio de 2019, impartió en el Conservatorio Superior de Música "Óscar Esplá" de Alicante en su 60 aniversario,  la Lección Magistral fin de curso con motivo del acto de clausura del año académico y entrega de Orlas de Graduación a su promoción de estudiantes.
Dentro de su trayectoria como compositor, su obra musical instrumental de variada temática cultural e histórica y su obra vocal liederística dedicada a relevantes escritores y poetas españoles, ha sido programada e interpretada en conciertos y festivales, así como en certámenes y concursos como composiciones de obligada interpretación artística.  Trayectoria musical creativa en la que ha compuesto obras que se encuentran editadas y publicadas por entidades públicas y privadas, así como catalogadas en la red de bibliotecas públicas de Galicia, Biblioteca de la Fundación Juan March, Biblioteca Virtual Miguel de Cervantes y Biblioteca Nacional de España.

## Obra
Como compositor, es autor de una nutrida producción musical. Composiciones que se orientan preferentemente bajo las formas o géneros musicales orquestales como el poema sinfónico, las distintas y variadas combinaciones instrumentales de la música de cámara y la creación vocal dedicada al género liederístico y coral. Obras en las que gravita un discurso musical en el que predominan influencias estéticas postrománticas y neoclásicas. Estilos que cohesionan dentro de una óptica contemporánea, con las corrientes culturales atlánticas y mediterráneas en forma de constantes estéticas sonoras que se hallan implícitas e indivisibles tanto en la trayectoria artística como existencialista del compositor.
Dentro de su producción artística, también cultiva y atiende la creación musical de carácter didáctico y pedagógico, componiendo obras con la finalidad de enriquecer el repertorio de música de cámara dirigido a estudiantes de conservatorio. Proyecto de creación musical llevado a cabo los años 2007, 2008 y 2011 por encargo de la Consejería de Educación de la Junta de Galicia bajo la denominación de Recursos Musicales para Conservatorios, en el que compone las siguientes obras: Alentía, Brétemas, Recuerdos de Primavera, Amoeiros, Evocaciones, Waldhorn, Trombsícore, Feidchi, Tubagalante y Amalgamas. Composiciones que se estudian e interpretan en conservatorios, además de encontrarse editadas y publicadas por la Junta de Galicia.
Inspirado en la cultura, folclore y tradición popular atlántica y mediterránea, ha compuesto las siguientes obras: Diario de Ferrol, Narón, Norte Mágico, Himno de la SAF, Meirás, Terra de Trasancos, A morte da nai do neno, La importancia y Ferrol 1916. Además de la marcha sinfónica Maestro Gregorio Baudot, compuesta con motivo del concierto del DIFAS 2019 y el trío y cuarteto Cantan os galos pr´ ó día y Miña Santiña. Obras estas últimas pertenecientes a la ofrenda musical a Rosalía de Castro con título Aqueles doces cantares, encargo del Consejo de la Cultura Gallega. Así como del Levante Español la fanfarria In Memoriam y las marchas sinfónicas Santo Cristo del Hallazgo, Virgen Dolorosa, Ainhôa, Aurora, Lobo, embajador honorífico, Filiberto, Els Palamoners, Caballeros Templarios, Villafranqueza y Azêk - När - Fayîv.
Con motivo del concierto conmemorativo por el 25 aniversario del Grupo Instrumental siglo XX, agrupación musical formada por solistas de la Orquesta Sinfónica de Galicia que dirige el violinista y director Florian Vlashi, compuso la obra en forma de micro-secuencia con título Shaomei.
Dentro de su obra vocal, compone en los idiomas español y gallego una variada producción de lieder y música coral. Piezas inspiradas en poemas de poetas y escritores históricos, así como de su propia generación como Rosalía de Castro, Azorín, Rafael Dieste, Juan Gil Albert, Gonzalo Torrente Ballester, Camilo José Cela, José Ramón de Dolarea, Manuel Lueiro Rey, Gonzalo López Abente, Ricardo Carballo Calero, Ramiro Fonte, Miro Villar, etc.
Su obra creativa ha sido interpretada por solistas y formaciones instrumentales de todo tipo en auditorios, teatros y fundaciones de ciudades españolas como Madrid, Valencia, Bilbao, Santiago de Compostela, Barcelona, etc. Así como en las ciudades europeas y americanas de Lisboa (Portugal), Narbona (Francia), Florencia (Italia), Oulu (Finlandia), Múnich (Alemania), Buenos Aires (Argentina), Ciudad de México (México), Boston (Estados Unidos), etc.

## Selección de composiciones
- Pontedeume, un cantar que chove (1999) lied. Obra de encargo para el II Curso del Pensamiento Español Contemporáneo Carlos Gurméndez de la Universidad de La Coruña. Partitura editada por Cátedra, revista eumesa de estudios.[107]
- Huellas Sonoras[111][112] (2000) sonata. Obra de encargo para el IX Festival Internacional de Música Ciudad de Ferrol.[113]
- Metáforas[114][115] (2003) preludio sinfónico. Obra de encargo para el V Certamen de Música Diputación de Pontevedra.[116][117] Composición de obligada interpretación en el XLIX Certamen Provincial de Bandas de Música de la Diputación de Alicante.[118][119]
- Los Sonidos de la Memoria Histórica[120][5] (2006) suite. Obra de encargo para los Premios de Teatro de Galicia “María Casares”.[121]
- Mártires de la Libertad[122] (2010) poema sinfónico de carácter histórico (Alicante 1844 - Galicia 1846). Obra que se interpretó con motivo de la conmemoración del Día de la Música Valenciana 2010.[123][124] Composición de obligada interpretación en el XII Certamen Provincial de Música de la Diputación de Pontevedra.[125][126][127]
- Negación de Ulises e Teseo[108] (2011) lied. Obra perteneciente a la colección Dieciséis Canciones para Voz y Piano.[128] Encargo para el Consejo de la Cultura Gallega (Santiago de Compostela).
- O meu mar[102][129] (2013) lied. Fundación Gonzalo López Abente. Partitura editada dentro de la obra Poesía Completa Gonzalo López Abente por la editorial Espiral Maior.
- Codex Calixtinus[130] (2013) poema sinfónico. Premio Finalista del VI Concurso de Composición de la Federación de Bandas de Música de Galicia.[131] Composición de obligada interpretación en el XIV Certamen de Bandas de Música de Galicia.[132]
- Alicante, 25 de mayo de 1938 (2014) quinteto de cuerdas. Comisión cívica para la recuperación de la memoria histórica de Alicante.[133]
- Stanbrook[134][135] (2014) poema sinfónico. Conmemoración 75 aniversario del final de la Guerra Civil Española.
- Remember (2016) sonata para metales.[136] Obra interpretada dentro de las Jornadas de Música Contemporánea 2016 Santiago de Compostela.[137] Centro Nacional de Difusión Musical. Instituto Nacional de las Artes Escénicas y de la Música.[138]
- Casi cien acrósticos (2018) lied-romanza. Obra compuesta para el I Concurso Literario y Periodístico “Camilo José Cela”.[139] Composición interpretada en la Fundación Camilo José Cela de Padrón con motivo del concierto homenaje al Premio Nobel de Literatura.[140] Obra editada por Afundación Obra Social Abanca.[141]
- Alicante, de la tragedia a la esperanza (2018) elegía para violonchelo. Obra compuesta con motivo del homenaje institucional del Ayuntamiento de Alicante a las víctimas del 25 de mayo de 1938.[142][143]
- Nocturno (2019) lied. Composición de encargo con motivo de la apertura institucional del Congreso Internacional "Vibraciones de Juan Gil-Albert: la fascinación de la constancia" organizado por la Universidad de Alicante y el IAC Juan Gil-Albert.[144][145] Obra interpretada en el concierto homenaje a Juan Gil Albert organizado por el Conservatorio Superior de Música "Óscar Esplá" de Alicante[146][147][148] y editada su partitura por el Instituto Alicantino de Cultura de la Diputación de Alicante.[149][150]
- Ferrol 1916 (2020) impromptu fantasía. Obra compuesta para el Consejo de la Cultura de Galicia con motivo de la conmemoración del Día de Las Letras Gallegas 2020.[151][152][153] Partitura editada por el Consejo de la Cultura Gallega.[154]
- Vivir es ver volver (2023) lied fantasía. Obra de encargo estrenada en la ceremonia de entrega de la Medalla Azorín de la Ciudad de Monóvar.[155][156] Acto enmarcado dentro de la conmemoración del 150 Aniversario del Nacimiento de José Martínez Ruiz, "Azorín", organizado por el Ayuntamiento de Monóvar y la Fundación Mediterráneo.[157][158]
- Off-Side (2024) lied impromptu. Obra de encargo compuesta y editada[159] con motivo del acto conmemorativo del 25 Aniversario del Fallecimiento del escritor Gonzalo Torrente Ballester, organizado por el Ayuntamiento de Ferrol y la Junta de Galicia.[160][161][162][163]